# Зассен (Айфель)

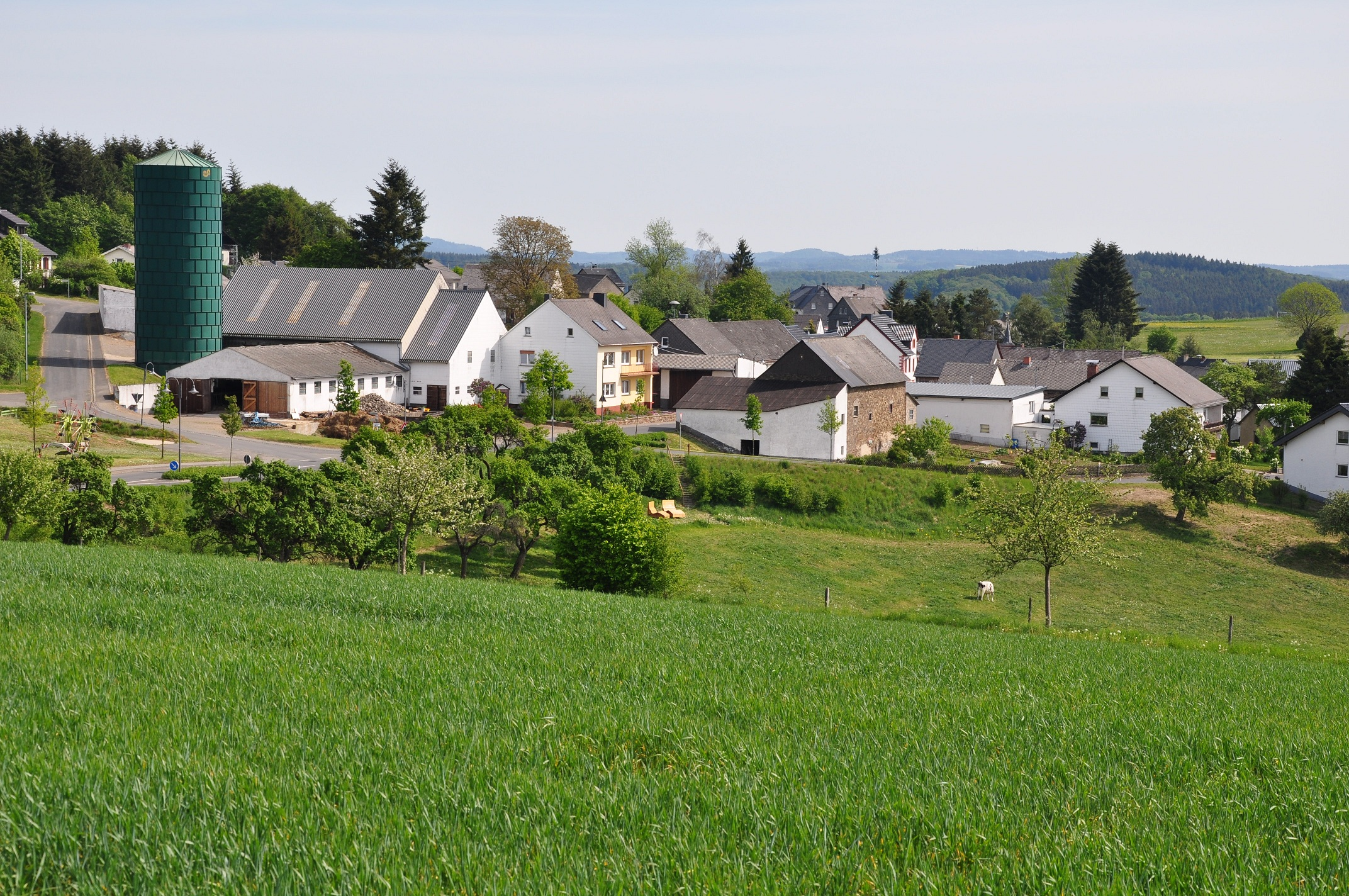
Зассен (Айфель)

Зассен (нем. Sassen) — коммуна в Германии, в земле Рейнланд-Пфальц.
Входит в состав района Вульканайфель. Подчиняется управлению Кельберг. Население составляет 80 человек (на 31 декабря 2010 года). Занимает площадь 3,33 км².